# Ernesto Frith
Ernesto Carlos Frith (Buenos Aires, 26 de septiembre de 1939-6 de julio de 1995) fue un locutor de radio y televisión argentino. Es particularmente recordado por ser la voz de los programas La aventura del hombre y El show de Benny Hill.

## Biografía
Apasionado por la radio y con su primer empleo adquiere la primera radio portátil a válvulas sorprendiendo a todos los transeúntes incrédulos de lo que oían. Fabrica un transmisor de 5 watt y emite programación de música y noticias para el barrio. Logra su licencia de Radioaficionado (LU2AFV) y participa en la Red de Emergencia Argentina, junto a otros radioaficionados reactiva un radioclub (Centro de Radioaficionados de la Ciudad de Buenos Aires, convirtiéndose en el radioclub más importante del país). Por sus estudios técnicos capaz de diseñar y fabricar íntegramente una estación de radio y luego ponerla a funcionar, ocupando todos los puestos que la misma requiere.
Sus comienzos en la radiodifusión comercial, lo realiza en LR3 Radio Belgrano como informativista en el Diario oral matutino, llegando a ejercer la jefatura del servicio informativo. Realiza programas musicales en otras emisoras. Por su arraigo en nuestro país, rehúsa instalarse en los Estados Unidos a solicitud de una cadena importante de broadcasting. Su voz fue el institucional de varias emisoras de Argentina (entre ellas Radio Continental) y países limítrofes.
Fue uno de los máximos referentes de la locución comercial de Argentina en las décadas del '80 y '90. Se lo recuerda como la voz de El show de Benny Hill, La aventura del hombre (Canal 13), y Más allá de la cuarta dimensión, además de sus participaciones en Radio Continental y Argentina Televisora Color (ATC), entre otros. Puso su voz en cientos de avisos televisivos: Merthiolate, Carrefour, Banelco, Volkswagen, Lloyd Bank, Toshiba, entre otros. Con su voz estilo bajo relató la película Héroes, documental sobre la Copa Mundial de Fútbol 1986, así como la serie de videos titulada Los Mundiales sobre la historia de los campeonatos mundiales de fútbol entre 1930 y 1990, de la editorial Aldus Ediciones. También participó en los programas televisivos de Tato Bores y Fabio Zerpa. Narró documentales imprimiéndoles su impronta, era el locutor del anime Arbegas el rayo custodio, intervino además en Robotech y transitó en sus últimos tiempos por su otra gran pasión: la poesía.

## Trayectoria en radio
- Diario oral matutino, Radio Belgrano, 1980 - 1982.
- Locución de Radio Continental, "El color de una ciudad". 1982-?.